# Francis Bedford
Francis Bedford, född 1816 i London, död 15 maj 1894, var en brittisk fotograf.

## Bilder av Francis Bedford

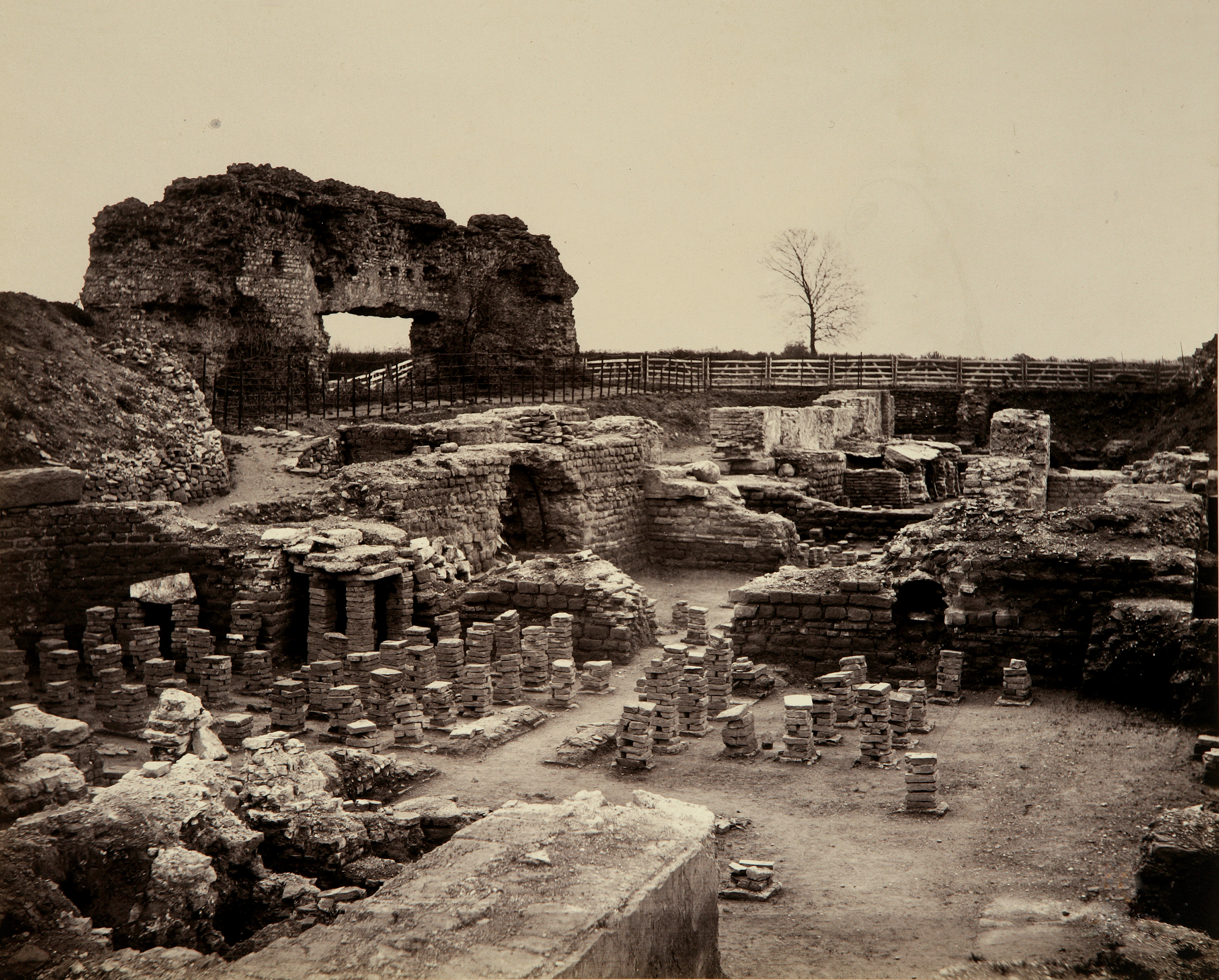
Utgrävning i Uriconium.
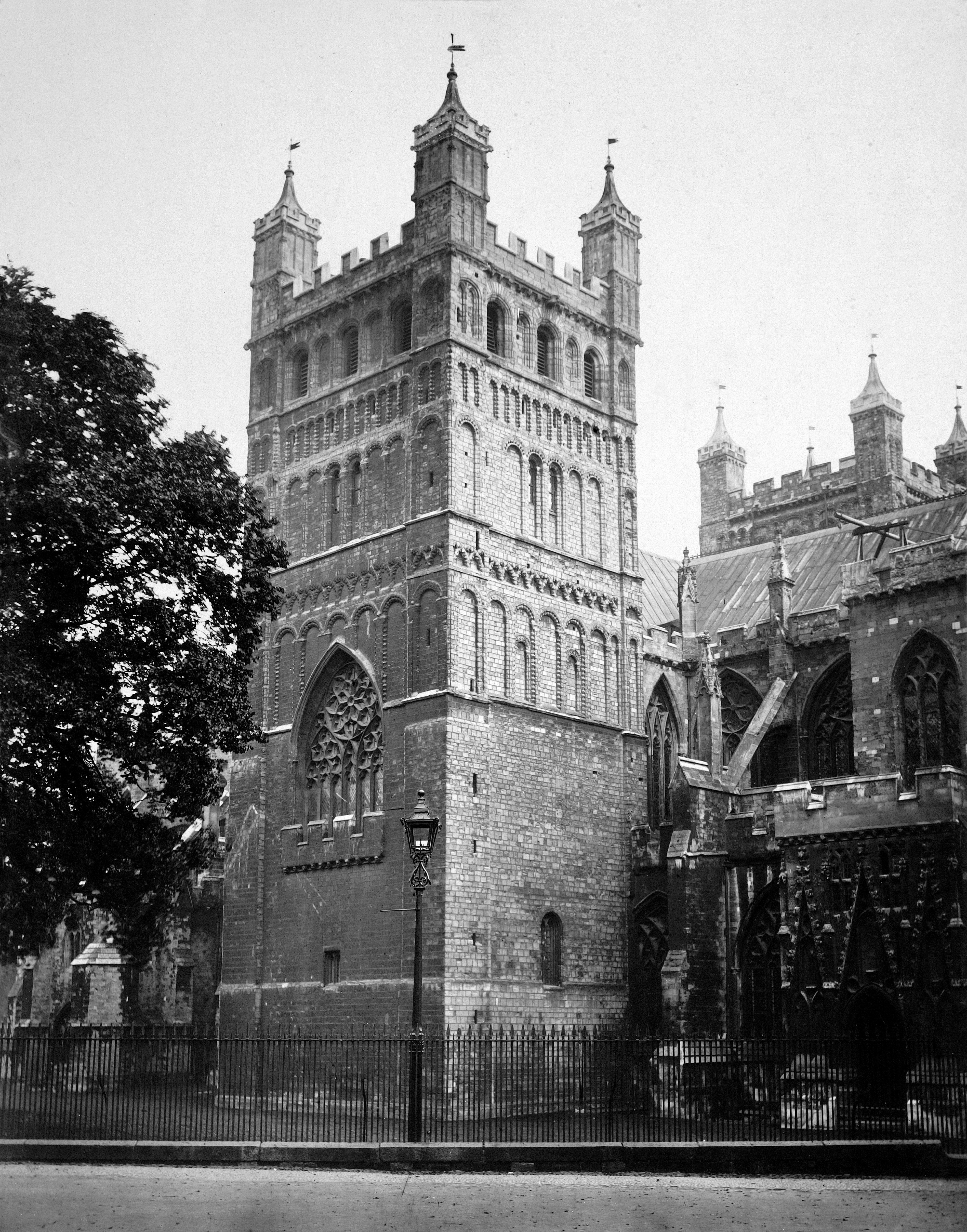
Katedralen i Exeter.